# アップル・ジュース (アルバム)
『アップル・ジュース』（Apple Juice）は、トム・スコットが1981年に録音・発表したライブ・アルバム。スコット名義の作品としては、初のライブ・アルバムである。スコットの母国アメリカでは、総合チャートのBillboard 200で123位、『ビルボード』誌のジャズ・アルバム・チャートでは7位に達した。

## 背景
ニューヨークのライブハウス、ボトムラインにおける3日間の公演を録音・抜粋した作品で、ミキシングはスコットが拠点としていたカリフォルニア州サンタモニカのクリムゾン・サウンドにて行われた。
当時スタッフのメンバーであったエリック・ゲイル、リチャード・ティー、スティーヴ・ガッドに加えて、当時マイルス・デイヴィスのグループに抜擢されていたマーカス・ミラー等が参加した。収録曲の殆どはインストゥルメンタルだが、「ソー・ホワイト・アンド・ソー・ファンキー」ではゲストのドクター・ジョンがボーカルを担当している。

## 収録曲
特記なき楽曲はトム・スコット作。
1. アップル・ジュース - Apple Juice (Tom Scott, Hank Cicalo) - 5:13
2. ゴナ・ドゥ・イット・ライト - Gonna Do It Right - 4:16
3. ウィ・ビロング・トゥゲザー - We Belong Together (T. Scott, R. Preston) - 6:33
4. ソー・ホワイト・アンド・ソー・ファンキー - So White and So Funky (T. Scott, R. Preston) - 4:22
5. ゲッティン・アップ - Gettin' Up - 7:16
6. イン・マイ・ドリーム - In My Dream - 6:12
7. インスタント・レリーフ - Instant Relief (Dave Iwataki, C. Rios, T. Scott) - 9:38

## 録音メンバー
- トム・スコット - サックス、リリコン
- エリック・ゲイル - ギター
- ヒュー・マクラッケン - ギター
- リチャード・ティー - キーボード
- マーカス・ミラー - ベース
- スティーヴ・ガッド - ドラムス
- ラルフ・マクドナルド - パーカッション
- ドクター・ジョン - ボーカル(on 4.)